# Agrostis myuros
Agrostis myuros é uma espécie de gramínea do gênero Agrostis, pertencente à família Poaceae.